# Leah Dizon
Pour les articles homonymes, voir Dizon.
Leah Donna Dizon, née le 24 septembre 1986 à Las Vegas, est une chanteuse franco-américaine de J-pop et un mannequin. Elle est notamment l'image de marque d'une agence matrimoniale. Elle mesure 1,67 m.

## Biographie
Son père est Sino-Philippin et sa mère est française naturalisée américaine. Elle a deux frères aînés, une sœur cadette et deux frères cadets. Dès son plus jeune âge, Leah prend des cours de danse, elle pratique aussi du théâtre au lycée. Elle quitte Las Vegas pour Los Angeles en 2004, afin de poursuivre son métier de mannequin. Entre-temps elle passe des auditions de chant/danse/comédie.
Elle commence sa carrière de modèle en faisant les couvertures de magazines d'automobiles et, comme Boxen Girl, est présente lors des différentes courses de voitures aux États-Unis.
Leah Dizon s'est mariée à Bun (le 10 octobre 2008), de cette union est née une fille, Mila. Le couple divorce en 2010.
Ses artistes favoris sont Amuro Namie, B'z, Cassie, Deftones, GLAY, Hamasaki Ayumi, Kanzaki Keishi, Korn, Moriyama Naotaro, Nirvana, Red Hot Chili Peppers, Shiina Ringo, The Smashing Pumpkins, Utada Hikaru et X JAPAN.